# Барнет, Чарли
Чарльз Дейли Барнет (англ. Charles Daly «Charlie» Barnet; 26 октября 1913 — 4 сентября 1991) — американский джазовый музыкант, саксофонист, дирижёр и актёр. Стал знаменитым благодаря хитовым произведениям: «Skyliner», «Cherokee», «The Wrong Idea», «Scotch and Soda», «In a Mizz», и «Southland Shuffle».

## Биография
Чарли Барнет родился 26 октября 1913 в Нью-Йорке, США. Он происходил из богатой семьи — его дедом был Чарльз Фредерик Дейли — вице-президент в «New York Central Railroad», банкир и бизнесмен. Родители хотели, чтобы Чарли был юристом, хотя он планировал другую карьеру. Когда ему исполнилось 2 года, его отец и мать развелись, и его воспитанием занялись бабушка и дедушка (по материнской линии). По инициативе родителей учится в Рамсей холл и академии Блейра, два весьма уважаемых пансиона, и он был уже внесен в списки Йельского университета. Но это было не для Чарли. К тому времени, когда он должен был поступить в Йель, он находился уже на Юге, играя на теноровом саксофоне. Он учился играть на фортепиано и саксофоне, будучи ещё 12-летним школьником. Иногда случалось, что он оставлял школу послушать джазовую музыку на концертах. Когда Чарльзу было 16 лет, он уже имел первый собственный оркестр на океанском лайнере.
Барнет впервые стал известен в джазовых кругах, когда со своим оркестром выступил в «Paramount Hotel» в Нью-Йорке в 1932 году. Далее он продолжал своё дело в звукозаписывающей индустрии, куда записался в октябре 1933 года. Однако слава пришла только в период с 1939 по 1941, когда он выполнил одно из своих знаменитых музыкальных произведений «Cherokee». В 1944 он снова прославился, написав новый хит «Skyliner». В 1947 начал играть музыку в стиле боп.
До 1972 года он пытался собрать окончательный свой оркестр. Барнет приглашал в свой состав музыкантов Бадди Дефранк, Рой Элдридж, Нила Хефти, Лину Хорн, Барни Кесселя, Додо Мармароси, Оскар Петтифорд и Билли Мэй. Часто сотрудничал с другими знаменитостями, такими как Каунт Бейси и Дюк Эллингтон. С Эллингтоном они записали композицию «In a Mizz», которая стала новым хитом.
Чарли Барнет завоевал уважение в шоу-бизнесе тем, что боролся с расовой сегрегацией.
Когда в 1939 году в Лос-Анджелесе сгорел танцевальный зал «Palomar», где хранились все партии оркестра, Дюк Эллингтон и Бенни Картер помогли Чарли, заняв свои ноты.
В 1949 году он ушел в отставку, что видимо было причиной потери интереса Чарли к музыке. Он фактически вышел на пенсию, однако иногда все же выступал в музыкальных турах, хотя к карьере музыканта не вернулся.
В сентябре 1964 года Чарли пригласил Дюка Эллингтона, они в клубе «Palm Springs» San Jacinto "устроили музыкальный концерт. На дверях висела вывеска «Любые жалобы по громкой музыки будут основанием для мгновенного изгнания».

## Личная жизнь
Барнет за свою жизнь был женат одиннадцать раз. В 1984 году он говорил: «Я потерпел несколько брачных неудач. В основе это были мексиканские браки, которые в силу своей незаконности были аннулированы». Его последний брак был с Бетти Томпсон, и он продлился 33 года.
У Барнета был один сын, Чарльз Дейли Барнет-младший (27 декабря 1941 – 12 августа 2008), от брака с танцовщицей и певицей Харриет Кларк. Также у Барнета двое внуков — Дженнифер Энн Барнет и Дэррен Чарльз Барнет, который является актёром.
В последние годы Барнет приобрёл себе 46-футовый катер и переехал в Сан-Диего, штат Калифорния.
Чарли Барнет умер 4 сентября 1991 года в возрасте 77 лет от пневмонии в больнице Hillside Hospital в Сан-Диего.

## Композиции
Чарли был человеком, который верил в хорошие времена — не только для себя, но и для всех тех, кто окружал его. Он и его бэнд отражал счастливое, беззаботное свинговое чувство, как в своей музыке, так и в своем отношении к жизни. Бенд-лидер был одним из лучших руководителей джаз бэндов.
Барнет ввел новые тенденции в джазовую музыку. Среди его записей: «Skyliner», «Southland Shuffle», «Swing Street», «Strut», «The Right Idea», «The Wrong Idea», «Growlin», «Scotch and Soda», «Midweek Function», «Oh What You Said», «I Kinda Like You», «Tappin 'at the Tappa», «The Last Jump», «Knocking at the Famous Door», «Lazy Bug», «Ogoun Badagris», «In a Mizz», «Tin Roof Blues», «The Gal From Joe’s», «Where Can She Be?», «Jump Session», «I Would not Give That For Love», «A New Moon And An Old Serenade», «Swing Street Strut», «In A Mizz, Night Song», «Class Will Tell», «Some Like It Hot», «Strange Enchantment», «Asleep Or Awake», «Only A Rose». Многие из них мгновенно стали популярными хитами своего времени.

## Дискография
- Charlie Barnet Plays Charlie Barnet (1952)
- Charlie Barnet Dance Session. Vol.1-2 (1954)
- Hop On The Skyliner (1954)
- Redskin Romp (1955)
- For Dancing Lovers (1956)
- Cherokee (1958)
- Live At Basin Street East (1966)
- Charlie Barnet Big Band (1967)
- Clap Hands Here Comes Charlie (1988)
- Cherokee. 1939-41 (1992)